# Reznitskyita
La reznitskyita és un mineral de la classe dels fosfats que pertany al grup de la tilasita. Rep el nom en honor de Leonid Reznitsky (nascut el 1938), un mineralogista rus que ha contribuït significativament a la mineralogia del vanadi.

## Característiques
La reznitskyita és un vanadat de fórmula química CaMg(VO₄)F. Va ser aprovada com a espècie vàlida per l'Associació Mineralògica Internacional l'any 2021, sent publicada l'any 2022. Cristal·litza en el sistema monoclínic.
L'exemplar que va servir per a determinar l'espècie, el que es coneix com a material tipus, es troba conservat a les col·leccions del Museu Mineralògic Fersmann, de l'Acadèmia de Ciències de Rússia, a Moscou (Rússia), amb el número de registre: 5734/1.

## Formació i jaciments
Va ser descoberta a la fumarola Arsenàtnaia, situada al segon con d'escòria de l'avanç nord de la Gran erupció fissural del Tolbàtxik (Krai de Kamtxatka, Rússia). Aquest volcà és l'únic indret de tot el planeta on ha estat descrita aquesta espècie mineral.